# Generidus
Generidus war ein spätantiker weströmischer Heermeister (magister militum) Anfang des 5. Jahrhunderts.
Generidus war „barbarischer“, also nichtrömischer Abstammung; der Name kann entweder germanisch oder keltisch sein. Er gehörte zur multiethnischen Militärelite des spätrömischen Reiches und hing noch den alten „heidnischen“ Kulten an, während ein großer Teil der römischen Elite bereits christianisiert war.
Die Quellenlage für den Anfang des 5. Jahrhunderts ist sehr begrenzt; in den erhaltenen Quellen wird Generidus nur von dem heidnischen Geschichtsschreiber Zosimos erwähnt, dessen Neue Geschichte etwa 100 Jahre nach den Ereignissen entstand. Nach Zosimos, dessen Bericht wahrscheinlich auf dem zeitgenössischen Historiker Olympiodoros von Theben basiert, dessen Werk nicht erhalten ist, war Generidus zunächst (408 n. Chr.) in einer hohen militärischen Position (vermutlich als comes Italiae) in Rom eingesetzt. Der weströmische Kaiser Honorius, der nicht in Rom, sondern in der Festung Ravenna residierte, erließ in diesem Jahr ein Gesetz, das es allen Nichtchristen verbot, am Kaiserhof das cingulum (den soldatischen Gürtel) zu tragen. Generidus protestierte dagegen, indem er sein cingulum zurückgab, zuhause blieb und den Besuch am Hof verweigerte. Aufgefordert, seinen Verpflichtungen nachzukommen, erklärte er seine Position gegenüber dem Kaiser. Selbst Honorius’ Angebot, für ihn eine Ausnahme zu machen, konnte ihn nicht zur Rückkehr in sein Amt bewegen. Er forderte eine Rücknahme des Gesetzes, damit auch andere „Heiden“ zu ihrem Recht kämen, und so musste Honorius schließlich das Gesetz zurückziehen und Religionsfreiheit gewähren.
Wie viel historische Wahrheit in der Episode steckt, ist angesichts der mangelhaften Quellenlage für diese Zeit schwer zu sagen. Die Geschichte spielte sich im Kontext einer akuten Krise des Weströmischen Reiches ab: Stilicho, bis dahin der wichtigste Heermeister des Kaisers, war im August 408 ermordet worden, und am Hof wüteten Nachfolgekämpfe um Macht und Einfluss, in denen zunächst der magister officiorum Olympius eine wichtige Rolle spielte. Im Herbst 408 marschierte dann Alarich mit einem Heer von Westgoten in Italien ein und bedrohte Rom. In dieser Situation war Honorius auf gute Generäle angewiesen, sodass Generidus’ „Streik“ in der Tat gut als Druckmittel fungieren konnte. Andererseits ist auch die erzählerische Absicht klar erkennbar: Zosimos, dessen Werk generell eine heidnische Tendenz aufweist, wollte deutlich machen, dass auch das christliche Reich bzw. ein christlicher Kaiser wie Honorius nicht auf kompetente Heiden verzichten konnte.
Jedenfalls stattete Honorius Generidus weiter mit wichtigen Positionen aus. 409 war er als Befehlshaber in Oberpannonien, Noricum und Raetia eingesetzt, wenig später, als der dortige Befehlshaber Valens nach Italien abgezogen wurde, wurde auch Dalmatia unter sein Kommando gesetzt. Laut Zosimos zeichnete sich Generidus hier aus, indem er die Verpflegung und Disziplin der Truppen aufrechterhielt und die „Barbaren“ zurückdrängte. Zosimos bezeichnet ihn in diesem Zusammenhang als strategos, was wahrscheinlich dem höchsten Generalstitel eines magister militum entspricht.